# Erdődy Eugénia
Monyorókeréki és monoszlói Erdődy Eugénia grófnő (Bécs, 1826. november 13. – Bad Ischl, 1894. augusztus 19.) gróf Festetics György felesége, gróf Erdődy Kajetán (1795–1856) és Lerchenfeldi Ernestine Johanna Baptista grófnő (1798–1863) leánya.

## Házassága
1849. február 17-én ment férjhez Sopronban gróf Festetics Györgyhöz, gróf Festetics László (Ság, 1785. június 15. – Bécs, 1846. május 12.) és Hohenzollern-Hechingeni Josefine hercegnő (Wadern, Saar-vidék, Németország, 1790. május 14. – Bécs, 1856. március 25.) fiához. A házasságból három fiú- és egy leánygyermek született.
- Tasziló (Bécs, 1850. május 5. – Keszthely, 1933. május 4.)
- Jenő (Bécs, 1852. június 13. – ?)
- Georgina Ernesztina Mária Eugénia (Sopron, 1856. december 1. – Opatija, Horvátország, 1934. november 30.)
- Pál (Bécs, 1858. június 13. – Sopron, 1930. március 8.)

## Halála
A grófnő 57 évesen jutott özvegységre; férjét több mint 10 évvel élte túl: 1894. augusztus 19-én érte a halál a közkedvelt osztrák fürdővárosban, Bad Ischlben. Díszsírhelyen nyugvó férje mellé temették a molnári temetőbe (ma: Püspökmolnári).